# Waddesdon
Waddesdon är en ort och civil parish i Storbritannien.   Den ligger i kommunen Buckinghamshire och riksdelen England, i den södra delen av landet, 70 km nordväst om huvudstaden London. Waddesdon ligger 100 meter över havet och antalet invånare är 1 907.
Terrängen runt Waddesdon är platt. Runt Waddesdon är det tätbefolkat, med 511 invånare per kvadratkilometer. Närmaste större samhälle är Aylesbury, 8,0 km öster om Waddesdon. Trakten runt Waddesdon består till största delen av jordbruksmark.